# بيمو (الجزائر)
مجموعة بيمو (لإنتاج البسكويت والشيكولاتة) ، شركة جزائرية تأسست عام 1981، تختص في صناعة البسكويت والشوكولاتة و الكاكاو.و هي اول شركة في المنطقة بإسم BIMO وليس لها علاقة بأي شركة خارجية.

## التاريخ
أنشئ أول مصنع في عام 1981 في منطقة بابا علي الصناعية جنوب الجزائر العاصمة، وأطلق عليه اسم مصنع البسكويت الحديث الجديد (Nouvelle biscuiterie moderne وتختصر Bimo). شهدت الشركة تطوراً سريعاً في أنشطتها الإنتاجية.
اهتمت شركة Bimo بعد ذلك بالشوكولاتة وأنشأت وحدة تصنيع الشوكولاتة والكاكاو في عام 1986 ، لتصبح فيما بعد شركة رائدة على المستوى الوطني في هذه المنتجات.
في عام 1997 ، افتتحت الشركة أول وحدة لمعالجة ومعالجة حبوب الكاكاو في الجزائر، والتي زودت مصانعها وكذلك وحدات شركات الجزائرية أخرى.

## الشركات التابعة
يضم هذا المجمع ست شركات تابعة.

### صناعة البسكويت
- SARL Biscuiterie Moderne "BIMO" يقع في بابا علي
- SARL Biscuiterie du Maghreb ” بي ام »

### مصنع شوكولاتة
- SARL Chocolaterie Bimo : وحدة شوكولا في بابا علي

### معالجة الكاكاو
- SARL CACAO Bimo : وحدة معالجة حبوب الكاكاو في بابا علي

### وحدة بسكويت الويفر
- شركة Bimo Gaufretterie SARL : وحدة بسكويت في بابا علي

### الحلويات
- شركة SARL Confectionery Bulle d'Or

### روابط خارجية
- الموقع الرسمي